# Eva-Maria Quistorp
Eva-Maria Quistorp, née le 27 août 1945 à Detmold, est une théologienne et femme politique allemande.
Membre de l'Alliance 90 / Les Verts, elle siège au Parlement européen de 1989 à 1994.